# Teatro Michel
Il Teatro Michel è un teatro parigino privato con 350 posti, situato in 38 rue des Mathurins, nell'VIII arrondissement di Parigi.

## Storico
Il teatro fu costruito per Michel Mortier su progetto dell'architetto Bertin nel 1908, e venne inaugurato con la commedia Le Poulailler di Tristan Bernard.
Nel 1910 il teatro fu vittima dell'alluvione della Senna; riaprì con Le Rubicon di Édouard Bourdet, Il guardiano notturno di Sacha Guitry, L'ingénu di Charles Méré e Régis Gignoux. Nel 1915, Robert Trébor, socio di Lucien Brigon, divenne direttore del teatro, fino alla sua morte nel febbraio 1942. In questo periodo si registrarono successi come Plus ça change di Rip, L'accord parfait di Tristan Bernard, Chéri di Colette e Léopold Marchand, Valentin-le-desossé di Claude-André Puget e Les Amants terribles. Star come Marguerite Moreno, Gaby Morlay, Elvira Popescu, Pierre Fresnay, Harry Baur, Raimu, Louis Verneuil. recitarono o misero in scena spettacoli teatrali durante questo periodo. Il 22 dicembre 1923, Elvira Popescu trionfò in Mia cugina di Varsavia, ruolo scritto per lei da Louis Verneuil. Il leader della rivista Parisys succedette a Robert Trébor.

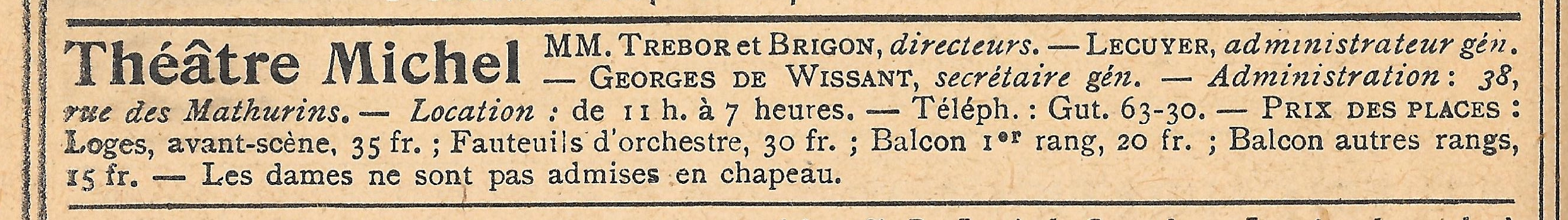
Prezzi dei biglietti e amministrazione nel 1925.

Nel 1967, Jean Meyer, co-direttore del teatro dal 1964, ne assunse la direzione per alcuni mesi, insieme a Josette Harmina, prima di essere nominato direttore del Teatro dei Celestini di Lione. Nel 1972, Germaine Camoletti e Marc Camoletti accettarono di dirigere il teatro. Le commedie di Marc Camoletti ebbero successo per diversi anni.
Nel 2004, alla direzione succedette Jean-Christophe Camoletti, fino al 2008, quando l'autore e regista Didier Caron si fece carico della direzione del teatro.
Nel 2010, 50 teatri privati di Parigi, uniti all'interno dell'Associazione per il sostegno del teatro privato (ASTP) e l'Unione nazionale dei direttori e dei tornitori di teatro privati (SNDTP), di cui il Teatro Michel era membro, decisero di rafforzarsi grazie ad una nuova denominazione, simbolo del modello storico del teatro privato: "Teatri associati parigini".